# 解凍 (食品)
解凍（かいとう）とは、凍った食品の温度を上げて調理できる状態または食べられる状態にまで戻すことである。

## 概要
市販されている冷凍食品については、その解凍方法などが商品に記載されているので、その方法に従うことになる。調理済み食品を冷凍したものは、特別な解凍作業を行わずに、凍ったまま焼いたり揚げたりする方式が通常である。特に、冷凍コロッケなどのパン粉の衣が付いたものは、必ず凍ったままで揚げるべきである。生の食材を調理する時よりも油の温度が下がりやすいので、多めの油を使った方が美味しく仕上がる。
肉や魚などの生の動物性食材を冷凍したものは、解凍し過ぎないことが重要なこつである。中心部分は凍ったままの程度にとどめ、すぐさま調理する方が良い。なるべく低温で、ゆっくりと時間をかけて解凍した方が、美味しく解凍できる。そのため、冷蔵庫のチルド室を使う方法が好ましく、自然解凍する場合も涼しい場所で解凍する方が良い。
なお、果物類は、半解凍状態でシャーベットとして食べたり、牛乳などとミキサーにかけて冷たいジュースにして飲むこともできる。

## 解凍の方法
解凍の方法は大きく緩慢解凍と急速解凍に大別される。

### 緩慢解凍
自然解凍
冷凍された食品を室内に置いて室温で解凍する方法。
冷蔵庫
冷凍された食品を庫内が氷点下ではない冷蔵庫に移すことで解凍する方法。低温で解凍できるので味が損なわれにくく、衛生的であるが、時間がかかる。
流水・水中解凍
冷凍された食品を袋に入れて外側から水道水などの流水に当てて、あるいは冷水中に置いて解凍する方法。食品によっては、うまみや栄養分の流出に留意が必要になる。
解凍プレート
冷凍された食品を、熱伝導率の高い素材でできた解凍プレートに乗せておく方法。自然解凍よりも早く解凍できる。

### 急速解凍
加熱解凍
冷凍された食品を凍ったまま茹でる、煮る、温水に浸す等の方法により加熱して解凍する方法。熱した湯や油でそのまま加熱調理されることもある。
電子解凍（電子レンジ）
電子レンジには解凍用の特別な加熱機能が付いているものがある。短時間で衛生的に解凍することができ、刺身などの生食材の解凍にも利用できる。

## 赤身魚
冷凍にした刺身などの解凍は、雑菌の繁殖を抑える必要から解凍終温が摂氏5度以下であることが望ましく、一般には冷蔵庫内でゆっくりと時間を掛けて解凍する方法が多く用いられる。マグロなどの赤身魚を解凍する場合にも同様の事情であるが、赤身の色彩の元であるミオグロビンは酸素に触れることで一度は鮮やかな発色のオキシミオグロビンに変化するが、時間と共にさらに酸化されて黒褐色のメトミオグロビンへと変わるため、解凍後の色は黒ずむことになる。冷蔵庫による解凍は、衛生的には最良な方法ではあっても美観の点では短所があり、一方では電子レンジによって短時間で解凍すると筋肉組織が硬直するために食感の点で劣る。赤身魚の解凍は吸水シート上に置いて出来るだけ酸素に触れないようラップに包んだ状態にして冷蔵庫内で行うのが良い。